# فرودگاه واشینگتن
فرودگاه واشینگتن (به انگلیسی: Washington-Hoover Airport) یک فرودگاه است. این فرودگاه در کشور ایالات متحده آمریکا قرار دارد.